# Faro di Pilsum
Il faro di Pilsum (in tedesco: Pilsumer Leuchtturm) è situato nel villaggio di Pilsum, nel comune di Krummhörn, all'estremità occidentale del land della Bassa Sassonia in Germania. È considerato uno dei simboli più noti della Frisia Orientale.

## Storia
Il faro è stato costruito tra il 1888 e il 1889 per guidare il percorso delle navi lungo il Dollard, una baia del Mare dei Wadden situata al confine tra Paesi Bassi e Germania, a ovest dell'estuario del fiume Ems, insidiosa per la presenza di numerosi banchi di sabbia, che nella seconda metà dell'Ottocento divenne fulcro di numerose rotte commerciali. Il faro tuttavia ebbe una vita relativamente breve; nel 1915, durante la prima guerra mondiale, fu spento dalle autorità tedesche per non segnalare la giusta rotta lungo il Dollard ad eventuali imbarcazioni nemiche. 
Nel 1919 fu dismesso definitivamente: un banco di sabbia si posizionò proprio di fronte al faro, ostruendo la precedente rotta e rendendo necessario stabilirne una nuova, che non passasse più di fronte a Pilsum. Il faro rimase in condizioni di abbandono fino al 1973, quando venne restaurato e dipinto con una caratteristica livrea a strisce giallo-rosse, diventando uno dei punti di riferimento della zona.
Attualmente è visitabile e funge da luogo di celebrazione di numerosi matrimoni.

## Letteratura & filmografia
Il faro è il protagonista della serie di libri per bambini "Lükko Leuchtturm" di Bernd Flessner, autore molto apprezzato in Germania.
Ai piedi del faro è inoltre ambientato il film "Otto – Der Außerfriesische", diretto e interpretato dal comico tedesco Otto Waalkes.